# Carl Heinrich Schwabe
Carl Heinrich Schwabe (getauft 14. Juli 1717 in Leipzig; † 16. Mai 1782 in Nossen) war ein kursächsischer Bergrat und Amtmann in Nossen.

## Leben und Wirken
Er war der Sohn des einflussreichen Handelsmanns Johann Schwabe aus Leipzig. Nach dem Studium an der Universität Leipzig hielt er sich in Schweden auf, wo ihm die Entdeckung eines unbekannten Zinnerzes gelang. Nach Kursachsen zurückgekehrt, erhielt er für dieses Verdienst den Titel eines Bergrates verliehen. 1755 pachtete er als Amtmann das kursächsische Amt Nossen, das er zuvor bereits als Beamter verwaltet hatte. 
In Nossen heiratete er 1744 und ein zweites Mail 1756. Aus der ersten Ehe ging der gleichnamige Sohn Carl Heinrich Schwabe hervor.
Im September 1744 gründete er in Nossen die Freimaurerloge „Zu den drei Winkelmaßen“, deren Meister er wurde. Nach Schwabes Tod ging diese Loge nach einiger Zeit wieder ein.